# Tellervo dravidarum
Tellervo dravidarum är en fjärilsart som beskrevs av Hans Fruhstorfer 1899. Tellervo dravidarum ingår i släktet Tellervo och familjen praktfjärilar. Inga underarter finns listade i Catalogue of Life.